# Antillotrecha fraterna
Antillotrecha fraterna es una especie de arácnido  del orden Solifugae de la familia Ammotrechidae.

## Distribución geográfica
Se encuentra en la República Dominicana.